# Regalia fascicularis
Regalia fascicularis är en kräftdjursart som beskrevs av Barnard 1930. Regalia fascicularis ingår i släktet Regalia och familjen Eusiridae. Inga underarter finns listade i Catalogue of Life.